# Филип I Филаделф
Филип I Филаделф, е владетел от династията на Селевкидите, син на Антиох VIII Грюпос и Трифаена.
След смъртта на най-големия му брат Селевк VI Епифан в Киликия Филип I претендира за властта в Сирия през 95 пр.н.е., заедно с брат си Антиох XI Епифан.
След гибелта на Антиох XI, Филип I продължава самостоятелно борбата за трона. Той прогонва брат си Антиох X Еузеб от Антиохия (ок. 92 пр.н.е. или 90 пр.н.е.) и води война срещу друг свой брат, Деметрий III Еукер, който се опитва да узурпира сирийският трон в Коилесирия. След пленяването на Деметрий III от партите през 87 пр.н.е., продължава конфликтът на Филип I Филаделф с най-младия му брат Антиох XII Дионисий (до ок. 84 пр.н.е.), поддържан в Дамаск от Птолемеите.
Вероятно Филип I е разгромен от арменския цар Тигран II, който окупира Сирия през 83 пр.н.е., докато Коилесирия е завладяна от арабите. Не е ясно какво става с Филип I след като губи властта. Негов син е последният селевкидски цар Филип II Филоромей.